# Filago
Filago (lombardul: Filàch) település Olaszországban, Lombardia régióban, Bergamo megyében. Lakosainak száma 3068 fő (2023. január 1.). Filago Bonate Sotto, Osio Sopra, Brembate, Madone, Dalmine, Bottanuco, Capriate San Gervasio és Osio Sotto községekkel határos.

## Híres graffignanaiak
- Maurizio Malvestiti (1953), Lodi püspöke (2014)

## Népesség
A település lakossága az elmúlt években az alábbi módon változott:
| Lakosok száma | 3214 | 3182 | 3068 |
|               | 2017 | 2018 | 2023 |